# 多指形軟珊瑚
多指形軟珊瑚（学名：Sinularia polydactyla）为軟珊瑚科指形軟珊瑚屬下的一个种。